# Al Ain Chess and Mind Games Club
Al Ain Chess and Mind Games Club – emiracki klub szachowy z siedzibą w Al-Ajn, zwycięzca Asian Chess Club Champions League w 2008 roku.

## Historia
Klub został założony w 1999 roku. W 2008 roku wystawił dwie drużyny w Asian Club Chess Cup. Pierwsza drużyna wygrała te rozgrywki, nie odnosząc żadnej porażki, a druga zajęła ósmą pozycję. W latach 2011–2012 zespół zdobył dwa pierwsze miejsca w krajowym pucharze. W sezonie 2014 klub zajął piąte miejsce w Asian Club Chess Cup. W sezonie 2017 klub zajął trzecie miejsce w mistrzostwach kraju kobiet, a rok później zdobył wicemistrzostwo. W roku 2025 zespół wygrał Puchar Zjednoczonych Emiratów Arabskich w szachach szybkich.
Zawodnikami klubu byli m.in.: Imed Abdelnabbi, Mohamad Al-Modiahki, Bassem Amin, Władisław Artiemjew, Daniił Dubow, Baadur Dżobawa, Essam El Gindy, Ehsan Ghaem Maghami, Wladimir Hakopian, Cécile Haussernot, Zachar Jefimenko, Siergiej Kariakin, Li Chao, Parham Maghsudlu, Hrant Melkumian, Jewhen Mirosznyczenko, Wołodar Murzin, Ni Hua, Noaman Omar, Sərxan Quliyev, Salem Saleh, Gabriel Sarksjan, Mehrshad Sharif i Siergiej Tiwiakow.